# Charles Hacks
Pour les articles homonymes, voir Hacks.
Pierre Renaud Charles Hacks est un médecin et essayiste français né le 5 janvier 1851 à Krefeld (province de Rhénanie) et mort le 11 décembre 1935 dans le 20e arrondissement de Paris, connu pour sa collaboration littéraire avec Léo Taxil.

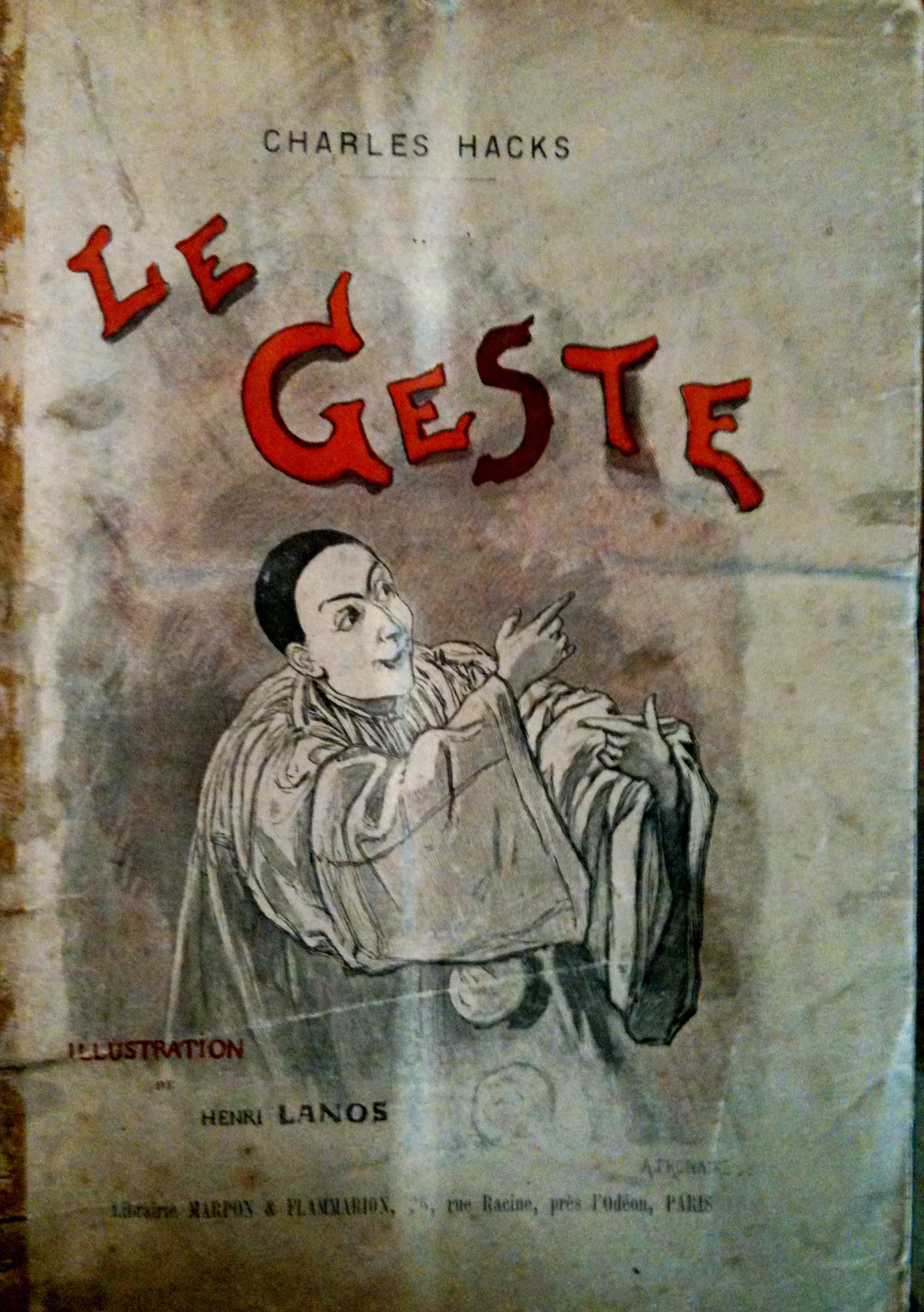
Page de couverture de l'ouvrage de Charles Hacks, Le Geste, Paris, Flammarion, 1892.

## Biographie
Ancien élève du lycée Thiers, il est médecin à bord des bateaux de la Compagnie des messageries maritimes. Il s'établit à Fécamp. En 1895, il collabore au canular de Taxil en rédigeant avec celui-ci l'ouvrage qu'ils écriront sous le pseudonyme collectif de Docteur Bataille: Le Diable au XIXe siècle. L'ouvrage rassemble 240 brochures publiées sous forme de périodique entre 1892 et 1895.

## Dans la littérature
Charles Hacks fait partie de la trame du roman d'Umberto Eco, Le Cimetière de Prague.

## Œuvres

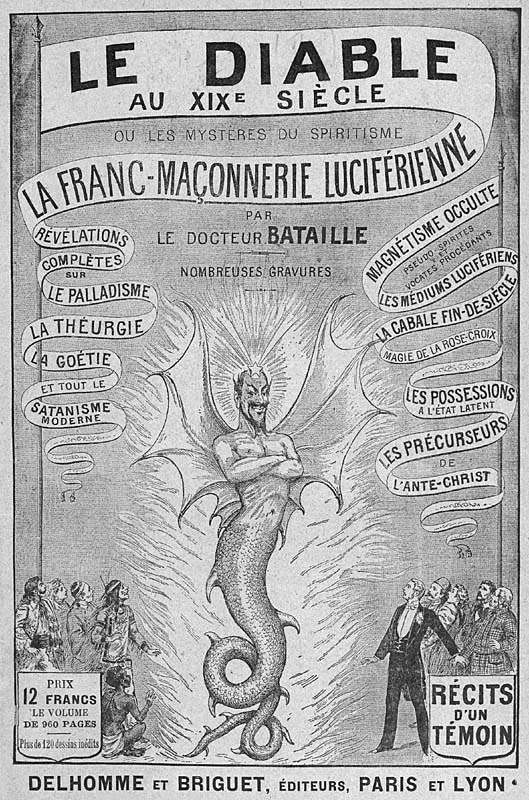
Le Diable au XIXe siècle, écrit sous le pseudonyme collectif de Dr Bataille avec Léo Taxil

- Le geste, Marpon et Flammarion, 1892.
- Le Diable au XIXe siècle (1895), en collaboration avec Léo Taxil, sous le pseudonyme collectif de Dr Bataille.